# فرانچسکو بونسینیوری

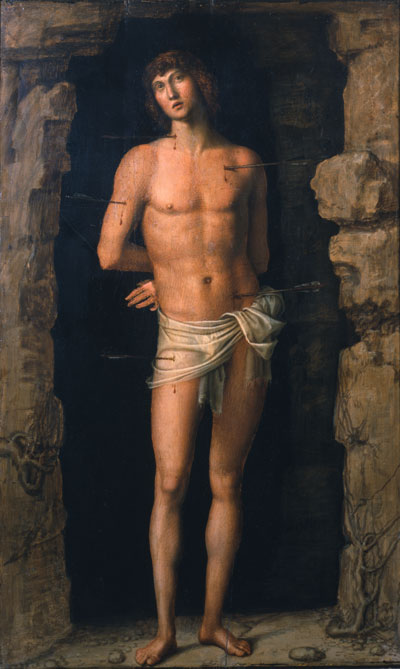
از آثار فرانچسکو بونسینیوری

فرانچسکو بونسینیوری (انگلیسی: Francesco Bonsignori؛ ۱۴۵۵ – ۱۵۱۹) نقاش اهل کشور ایتالیا در عصر رنسانس بود.